# Бібліотека Верховної Ради України
  Бібліотека Верховної Ради України (діє в складі  Відділу інформаційних ресурсів та відкритих заходів) — спеціальна бібліотека, яка забезпечує формування, зберігання та ефективне використання бібліотечного фонду як упорядкованого зібрання документів з питань права та парламентаризму, політики та економіки, науки, освіти, культури та інших питань функціонування та розвитку українського суспільства та інших країн світу.
Народним депутатам України, їх помічникам-консультантам, які кадрово-фінансово обслуговуються в Апараті Верховної Ради України та працівникам Апарату надаються документи на різних носіях — паперових, електронних, мікрофішах.

## Бібліотечний документний фонд
На 1 січня 2020 року парламентський бібліотечний фонд становив близько 71.700 документів українською, російською та іншими мовами.В тому числі: книг і брошур - понад 50.000 прим.; журналів - близько 15443 прим. (199 назв), газет - близько 930 місячних підшивок (22 назви); аудіовізуальних матеріалів - понад 780 од.; перекладів - близько 3.000 прим. (794 назви); аналітичних матеріалів - близько 2.000 прим.
Паперовий фонд БВРУ складається з двох типів бібліотечних документів:
1. Офіційні видання — документи про результати діяльності парламенту та інших інститутів влади.
2. Інші видання, необхідні для здійснення конституційних повноважень парламенту.

### Офіційні видання
- Стенографічні звіти сесій Верховної Ради УРСР. — К., 1939—1990;
- Бюлетені сесій Верховної Ради України. — К., 1996 — ;
- Відомості Верховної Ради України. — К., 1990 — ;
- Голос України: газета Верховної Ради України. — К, 1991 — ;
- Віче: Теоретичний і громадсько-політичний журнал / Верховна Рада України. — К., 1996
- звіти про роботу парламентських комітетів; матеріали парламентських слухань (з 1995 р.);
- систематичне зібрання актів чинного законодавства України, Росії, Білорусі та інших країн; колекція текстів конституцій країн світу;
- переклади нормативно-правових актів та аналітико-правові документи країн світу.

### Інші видання
- книжкові, газетні і журнальні, що складають профіль комплектування документного фонду БВРУ. Для зручності користування найпопулярніші видання цього блоку об'єднані у спеціальні Бібліотечні колекції:
- авторські праці народних депутатів України, політиків та державних діячів — дарунки бібліотеці від їх авторів;
- видання Інституту законодавства, Парламентського видавництва, Рахункової палати та Уповноваженого Верховної Ради України з прав людини;
- видання парламентів країн світу;
- видання Державного комітету статистики України, індекси моніторингів соціологічних опитувань, вітчизняні і зарубіжні універсальні та галузеві енциклопедії, енциклопедичні словники тощо;
- видання Національної української академії державного управління при Президентові України, Національного інституту стратегічних досліджень при Адміністрації Президента України, Національного інституту проблем міжнародної безпеки при Раді національної безпеки та оборони України;
- монографічні видання інститутів Національної академії наук України (держави і права ім. В.Корецького, соціології, філософії, економіки, економічного прогнозування, економіки промисловості, світової економіки і міжнародних відносин, національних відносин і політології, регіональних досліджень, історії України, українознавства ім. І Крип'якевича, народознавства і української мови);
- видання зарубіжних інформаційних центрів і програм в Україні:
  - Програми сприяння парламентові України,
  - Бюро інформації Ради Європи,
  - Ресурсно-інформаційного центру Британської Ради,
  - Центру інформаційних ресурсів Посольства США,
  - Центру інформації та документації НАТО та інших.

### Електронний ресурс
Електронний ресурс бібліотеки складають документи на CD-ROM і близько 42 790 документів, які мають електронну копію на бібліотечній парламентській вебсторінці. 
Е-ресурс складають:
- тексти виступів Голови Верховної Ради України, Першого заступника Голови Верховної Ради України, заступника Голови Верховної Ради України;
- тексти законів Європейського Союзу, США та Росії (на CD-ROM); переклади нормативно-правових актів та аналітико-правові документи країн світу;
- публікації парламентів Болгарії, Великої Британії, Греції, Німеччини, Польщі, Росії, США, України, Швейцарії та ін. (на CD-ROM);
- універсальні видання — енциклопедії, словники та довідники; бібліографічні покажчики «Виступи Президента України, Голови Верховної Ради України, Прем'єр-міністра України», «Актуальні проблеми законотворення», «Політика і політики України в дзеркалі періодичних видань», «Бібліотечні колекції»; каталоги Бібліотеки Конгресу, Національної бібліотеки Нідерландів, офіційних публікацій Великої Британії та ін. (на CD-ROM);
- публікації популярних періодичних видань світу з питань права, політики, економіки, науки (на CD-ROM).

## Щорічний портрет роботи Бібліотеки
Бібліотеку відвідують близько 19.000 осіб, бібліотечну WEB-сторінку — близько 224.000.
надається близько 120.000 документів, з них: 73% — періодичні видання, 27% — книги, 3% — документи з фондів інших бібліотек (МБА);
складається понад 400 добірок документів;
надається понад 4.000 бібліотечних довідок.
З січня 2002 року Бібліотека спільно з Управлінням комп'ютеризованих систем Апарату відкрила електронний каталог поточних надходжень БВРУ;

## Люди
Бібліотека входить в структуру Відділу інформаційних ресурсів та відкритих заходів Інформаційного управління  Апарату Верховної Ради України. Керівник відділу — Некрасова Олена Станіславівна.